# Jaheel Hyde
Jaheel Hyde (Kingston, 2 de febrero de 1997) es un deportista jamaicano que compite en atletismo, especialista en las carreras de vallas.
En los Juegos Panamericanos de 2023 obtuvo una medalla de oro en la prueba de 400 m vallas. Participó en dos Juegos Olímpicos de Verano, en los años 2016 y 2020, ocupando el sexto lugar en Tokio 2020, en el relevo 4 × 400 m.

## Palmarés internacional
| Juegos Panamericanos | Juegos Panamericanos | Juegos Panamericanos | Juegos Panamericanos |
| Año                  | Lugar                | Medalla              | Prueba               |
| -------------------- | -------------------- | -------------------- | -------------------- |
| 2023                 | Santiago (Chile)     | Medalla de oro       | 400 m vallas         |